# Desa Juwiring (administrativ by i Indonesien, lat -7,64, long 110,73)
Desa Juwiring är en administrativ by i Indonesien.   Den ligger i provinsen Jawa Tengah, i den västra delen av landet, 500 km öster om huvudstaden Jakarta.